# Gasteromycetes
Ce taxon est aujourd'hui obsolète. Dénomination actuelle : Agaricomycetes.
Cet article court présente un sujet plus développé dans : Champignon gastéroïde.
Classe
Ordres de rang inférieur
- Perisporia
- Mucoroidei
- Uterini veri
- Angiogastres

Les Gasteromycetes sont une classe de champignons créée par Elias Magnus Fries en 1821. Le père de la mycologie y place les espèces dont le tissu fertile est interne à l'état jeune. Bien que questionné à plusieurs reprises, le regroupement des champignons gastéroïdes en un taxon unique est conservé jusqu'à la fin du XXe siècle, sous divers noms et rangs (comme la sous-classe des Gasteromycetidae).
Les analyses moléculaires ont rendu ce concept caduc, et si l'on se réfère encore souvent en français au terme savant « gastéromycète » pour ces champignons, il est désormais accepté que le groupe n'a pas de valeur taxinomique. L'habitus gastéroïde est en effet partagé par de nombreuses espèces de la classe des Agaricomycetes qui ne sont pas apparentées entre elles.